# Förderpreis für Fotografie der Landeshauptstadt München
Der Förderpreis Fotografie der Landeshauptstadt München wird seit 1984 (seit 2000 biennal) für eine künstlerisch herausragende Leistung bzw. eine ungewöhnliche künstlerische Position im Bereich Fotografie verliehen. Entscheidend für die Beurteilung sind die aktuellen Leistungen und das bisherige Schaffen des Künstlers oder der Künstlerin. Für den Förderpreis kommen nur Fotografen in Betracht, die in München oder der Region München leben bzw. deren Schaffen mit dem Kulturleben Münchens eng verknüpft ist. Eine Eigenbewerbung ist nicht möglich. Vorschlagsrecht hat eine vom Stadtrat alle zwei Jahre neu zu berufende Kommission, bestehend aus Fachjuroren und Mitgliedern des Stadtrats. Es wird biennal ein mit 8000 Euro dotierter Preis verliehen.
Der Förderpreis Fotografie wird zusammen mit dem Förderpreis Architektur, dem Förderpreis Bildende Kunst, dem Förderpreis Design und dem Förderpreis Schmuck vergeben. Für jeden Bereich ist eine eigene Jury eingesetzt. Werke aller von der Jury vorgeschlagenen Künstler werden jeweils in einer Ausstellung in der städtischen Kunsthalle Lothringer13 gezeigt.

## Preisträger
- 2024: Lorraine Hellwig
- 2022: Sima Dehgani
- 2020: Saskia Groneberg
- 2016: Florian Huth
- 2014: Armin Smailovic
- 2013: Julia Smirnova
- 2011: Ute Klein
- 2009: Olaf Unverzart
- 2007: Katharina Gaenssler
- 2005: Eva Leitolf
- 2003: Myrzik&Jarisch Fotografen
- 2001: Jörg Koopmann
- 1999: Zoltan Jokay
- 1998: Peter Neusser
- 1997: Thomas Demand
- 1996: Scarlet Berner
- 1995: Michael Wesely
- 1994: Barbara Probst
- 1993: Michael Hofstetter
- 1992: Klaus von Gaffron
- 1991: Dorothee Haering / Rita Hensen
- 1990: Rudolf Herz
- 1989: Wilfried Petzi
- 1988: Wolfgang Hurle
- 1987: Franz Birkner
- 1986: Herbert Rometsch
- 1985: Gerd Bonfert
- 1984: Regina Schmeken